# Młodociani przestępcy
Młodociani przestępcy (ang. The Delinquents)	– amerykański dramat z 1957 r.; reżyserki debiut Roberta Altmana.

## Obsada
- Tom Laughlin jako Scotty White
- Richard Bakalyan jako Eddy